# Sulcusuchus
Sulcusuchus is een geslacht van uitgestorven polycotylide plesiosauriërs uit het Laat-Campanien van Argentinië.

## Naamgeving
De typesoort Sulcusuchus erraini werd in 1990 benoemd door Zulma Brandoni de Gasparini en Luis Spalletti. Aanvankelijk werd aangenomen dat het een snuit van een dyrosauride krokodil was, vandaar de generieke naam: 'trogkrokodil'. 
Het holotype MLP 88-IV-10-1 werd ontdekt vijfentwintig kilometer ten noorden van Ingeniero Jacobacci aan de noord-oostelijke oever van de Laguna Cari-Laufquén Grande, in de provincie Río Negro, in een laag van de La Coloniaformatie uit het Laat-Campanien. Het bestaat uit de symfyse van de onderkaken. 
Het bijbehorende MPEF 650 is een achterste onderkaakfragment van ongeveer een halve meter lang met een bijbehorende kaakgewrichtcondylus van de schedel, de onderste hersenpan, het achterste verhemelte en een middelste snuitfragment. Het omvat beide bovenkaaksbeenderen, een stuk van de verbinding van de voorhoofdsbeenderen en wandbeenderen, een stuk achterhoofd met eraan bevestigd stukken van de pterygoïden, het linkerquamosum, het linkerquadratum, een deel van de symfyse van de onderkaken en een stuk van de tak van de rechteronderkaak.
In 2000 werd het holotype opnieuw beschreven Gasparini, Z. B., and Fuente. Men kwam tot de conclusie dat het een plesiosauriër betrof in plaats van een krokodil.
In 2013 werd het specimen nog een keer beschreven door José P. O'Gorman en Zulma Gasparini. Men concludeerde nu dat het holotype een symfyse van de onderkaken betrof in plaats van een snuit.

## Beschrijving
Sulcusuchus werd drie tot vier meter lang. Aan de buitenkant van de onderkaak is de trog te zien, wat uitzonderlijk zou zijn voor een krokodil. De mandibula en pterygoïden vertonen groeven die mogelijk elektrogevoelige organen bevatten. De snuit is erg langwerpig en de pterygoïden zijn versmolten. De tanden staan dicht op elkaar.
In 2013 werden enkele onderscheidende kenmerken gegeven. Twee daarvan zijn autapomorfieën, unieke afgeleide eigenschappen. De snuit en de onderkaak zijn voorzien van diepe en brede groeven. De pterygoïden hebben op de achterkant een diepe inkeping die uitkomt op het lichaam van het basioccipitale, samen een vlakke plaat vormend met de achterste middelste uitsteeksels van de pterygoïden.
Verder is er nog een combinatie van niet unieke kenmerken. De snuit is relatief smal, gevormd door de premaxillae en bovenkaaksbeenderen. Het parasfenoïde is gekield. De achterhoofdsknobbel heeft een duidelijk gedefinieerde nek. De tubercula basioccipitalia zijn lang. De praemaxilla heeft lange lengtegroeven. Er is een kort angulare dat van onderen niet zichtbaar is tot na de tiende dentaire tand. Het achterdeel van het bovenkaaksbeen heeft een richel. Althans sommige tanden tonen een combinatie van groeven met een gladde voorzijde.

## Fylogenie
Sulcusuchus is in de Polycotylidae geplaatst.

## Levenswijze
De groeven voor op de kop hadden intern een glad oppervlak, doorboord door openingen voor aderen en zenuwen. Dat suggereert sat de gevuld waren met zachte organen. Een mogelijke kandidaat hiervoor zijn zoutklieren die zeedieren wel gebruiken om overtollig zout af te scheiden. Geen enkel modern dier heeft echter zulke klieren in de onderkaken. Gasparini verwierp de mogelijkheid dat het om de verankering van een hoornsnavel zou gaan want daarvoor zouden de groeven overdreven diep en breed zijn. Daarbij achtte zij zo'n snavel overbodig gezien het goed ontwikkelde gebit. De groeven zouden ook te breed zijn als de functie slechts een eenvoudige bescherming van aderen en zenuwen moest veiligstellen. Ook vond zij het onwaarschijnlijk dat het om gifklieren of speekselklieren zou gaan. Hun positie was daarvoor niet gunstig, er zijn geen duidelijke giftanden aanwezig, en aan extra bevochtiging of smering door slijm was onder water geen behoefte. Het meest waarschijnlijk vond zij dat de groeven zintuigorganen huisden. Die zouden waterdruk of elektrische stroompjes hebben kunnen waarnemen om prooien op te sporen, vooral in modderlagen. Verschillende moderne dolfijnen hebben ook zo'n systeem.